# NGC 4430
NGC 4430 ist eine Balken-Spiralgalaxie vom Hubble-Typ SBb im Sternbild Jungfrau am Nordsternhimmel. Sie ist schätzungsweise 62 Millionen Lichtjahre von der Milchstraße entfernt und hat einen Durchmesser von etwa 40.000 Lichtjahren. Unter der Katalognummer VCC 1002 ist sie als Mitglied des Virgo-Galaxienhaufens aufgeführt.

Im selben Himmelsareal befinden sich u. a. die Galaxien  NGC 4423, NGC 4432, NGC 4453, IC 3414.
Das Objekt wurde am 13. April 1784 von dem Astronomen William Herschel mit einem 47,5-cm-Teleskop entdeckt.